# Reches ha-Sulam
Reches ha-Sulam (hebr. רכס הסולם) – grzbiet górski położony na północy Górnej Galilei, na granicy izraelsko-libańskiej. Wznosi się na wysokość 361 m n.p.m. Przy szczycie góry znajduje się posterunek międzynarodowych sił rozjemczo-obserwacyjnych UNIFIL.

## Geografia
Grzbiet górski Reches ha-Sulam rozciąga się na długości 5 km z zachodu na wschód, przebiegając wzdłuż granicy izraelsko-libańskiej. Początek swój bierze na klifach Rosz ha-Nikra nad Morzem Śródziemnym. Swój najwyższy punkt (wysokość 361 m n.p.m.) osiąga w odległości 3,5 km od linii brzegowej morza. Następnie grzbiet górski wchodzi w głąb terytorium Libanu. W miejscu tym, po jego południowej stronie przebiega głębokie wadi strumienia Chanita. Góra jest porośnięta gęstym naturalnym lasem sosnowym, jedynie wąski pas przygraniczny jest pozbawiony roślinności.
U podnóża grzbietu górskiego po stronie izraelskiej leżą miejscowość Szelomi i kibuc Kefar Rosz ha-Nikra. Po stronie libańskiej leżą miasto An-Nakura i wioska Alma asz-Szab.

## Historia
Grzbiet górski z racji swojego granicznego położenia był świadkiem wojen izraelsko-libańskich. W wyniku I wojny izraelsko-libańskiej w 1949 roku granica izraelsko-libańska została ustalona dokładnie wzdłuż grzbietu Reches ha-Sulam. W kolejnych latach palestyńscy terroryści wielokrotnie przenikali przez granicę dokonując ataki terrorystyczne w Izraelu. Sytuacja ta doprowadziła do wybuchu w latach 1982–1985 wojny libańskiej. Następnie, do 2000 roku grzbiet górski Reches ha-Sulam wchodził w skład „strefy bezpieczeństwa” utworzonej w południowym Libanie. Po jej likwidacji, obszar ten znalazł się pod kontrolą organizacji terrorystycznej Hezbollah. Kolejne ataki terrorystyczne i ostrzał rakietowy terytorium Izraela doprowadziły w 2006 roku do II wojny libańskiej. Obecnie obszar góry od strony libańskiej jest patrolowany przez międzynarodowe siły rozjemczo-obserwacyjne UNIFIL.

## Turystyka
Rejon położony przy nadmorskich klifach Rosz ha-Nikra jest udostępniony turystów, jednak pozostała część grzbietu górskiego jest ze względów bezpieczeństwa zamknięta dla osób postronnych.